# 数理生物学
数理理論生物学(すうりりろんせいぶつがく、mathematical and theoretical biology)とは、生物学、バイオテクノロジーおよび医学にまたがる学際的な研究分野の一つである。
数理生物学（すうりせいぶつがく、mathematical biology）、または生物数学（せいぶつすうがく、biomathematics）と呼ばれることもあり、その場合は、数学的側面を強調している。また、理論生物学(理論生物学、theoretical biology)と呼ばれることもあり、その場合には、生物学的側面を強調している。
少なくとも4つの主要な亜領域、生物数学モデリング(biological mathematical modeling)、複雑システムバイオロジー(relational biology/complex systems biology(CBS))、バイオインフォマティクス(bioinformatics)、および計算機数学モデリング(computational biomodeling/biocomputing)を含む。

## 概説
数理生物学は、生物学的過程の数学的表現、処理、モデル化を目的とし、様々な応用数学の技術と道具を活用する。生物学、医学生物学およびバイオテクノロジーの研究において、理論的な面でも実用的な面でも用いられる。
例を挙げると、細胞生物学においては、タンパク質間相互作用システムをイラスト("cartoon")で表現することがよくある。このように表現することで、容易に視覚化することができているが、研究対象のシステムを厳密に説明しているというわけではない。厳密に表現しようとするならば、正確な数学的なモデルが必要となる。システムを量的に表現することにより、システムの挙動をシミュレーションする方が適切であるかもしれないし、システムの観察のみからでは予想できない性質を予測することが可能になる可能性もある。
生物学に応用されている数学分野には次のようなものがある。微分積分学、確率論、統計学、線形代数学、抽象代数学、グラフ理論、組合せ論、代数幾何学、位相幾何学、力学系、微分方程式論、符号理論。

## 重要事項
生物学への数学の応用は昔から行われてきたが、近年特に興味深い分野となっている。これには次のような理由が挙げられる。
- ゲノミクス革命により、解析的な道具なしには理解するのが困難なデータが豊富な情報を持つ分野が表れてきた。
- カオス理論などの近年の数学の進歩により、生物学の複雑な、非線形的な領域を数理的な手法によって扱えるようになった。
- コンピュータの能力が飛躍的に向上し、以前はできなかったような計算やシミュレーションが可能となった。
- 動物や人間に関する(通常の"in silico"ではない)研究には、倫理的配慮の必要性、研究そのものに伴う危険、低信頼度などの困難が伴うが、"in silico"での実験にはそれらがないことから、注目度が上がっている。

## 研究領域
次に挙げるのは、数理生物学の研究領域のリストである。これらの例はどれも高度に複雑で非線形のメカニズムを特徴とし、このような超複雑な系の相互作用の結果を理解するためには、数学、論理学、物理学/化学、分子生物学、計算機学のモデルを組み合わせなければ無理であると広く認識されるようになってきている。必要な知識が多岐に渡るため、数理生物学の研究は通常、複数領域の研究者の共同研究となっており、数学者、生物数学者、理論生物学者、物理学者、生物物理学者、生物化学者、生物工学者、工学者、生物学者、生理学者、研究医、医生物研究者、腫瘍学者、分子生物学者、遺伝学者、発生生物学者、動物学者、化学者、他が参画している。

### 計算機モデルとオートマトン理論
この分野の研究は非常に多岐にわたる。例えば、生物学・医学における計算機モデル化、動脈系モデル、神経系モデル、生化学ネットワークの振動、量子オートマトン、分子生物学・遺伝学における量子計算機、癌のモデル化、ニューラルネットワーク(神経回路網)、遺伝的ネットワーク、抽象関係性生物学(対称性に着目した群論などを用いた表現)、metabolic-replication system、圏論の生物学・医学への応用、オートマトン理論、セル・オートマトン、テッセレーションモデル(平面充填)、完全自己複製、生物のカオスシステム、関係性生物学(relational biology)、および有機体理論(organismic theories)である。
また、生物システムのモデル化が挙げている例を下に列挙する。
- 細胞のシステムバイオロジーモデル。次の異なる機構のそれぞれ、もしくは全体を包括したもの。
  - 代謝ネットワーク
  - シグナル伝達
  - 発現調節
- タンパク質の折り畳み
  - 1,2,3次元構造、創薬ターゲットなどを含む
- 脳神経系モデル
- 木の形態成長
- 生態系
- 感染症の数理

#### <細胞生物学・分子生物学のモデル化>
分子生物学の重要性が高まるにつれて、この分野の研究は急速に拡大してきた。
- 生体材料の工学(バイオメカニクス)
- 酵素学や酵素反応速度論の理論化
- 癌のモデル化とシミュレーション
- 相互作用する細胞集団の動きのモデル化
- 瘢痕組織形成の数学的モデル化
- 細胞内動態の数学的モデル化
- ニューロンや発癌のモデル化

#### <生理学的システムのモデル化>
- 動脈疾患のモデル化
- 心臓のマルチスケールなモデル化

### 分子集合理論(molecular set theory)
分子集合理論は、Anthony Bartholomayによって導入され、それは数理生物学、特に数理医学に応用された。分子の集まりを対象として、生化学反応を集合に関する処理の枠組みで捉える理論である。

### 個体群変動(個体群動態)(population dynamics)
個体群変動の研究は、昔から数理生物学が活躍する分野だった。この分野の研究は19世紀頃から始まり、ロトカ＝ヴォルテラの方程式は有名な例である。ここ30年来、ジョン・メイナード＝スミスによって発展された進化ゲーム理論によって補完された。個体群変動に対しては、進化生物学の理論が使用する数学の形を決める。個体群変動の分野は、人口に対する感染症の影響を研究する数理疫学の分野と重なっている部分がある。感染症の伝染に関してはいくつかのモデルが提案され研究されていて、公衆衛生の政策決定に対して重要なデータを提供している。

### 数学的な手法
｢モデル｣という言葉はしばしば方程式に対応したシステムと同義語として使われるが、生物学的なシステムのモデル化というのも方程式に対応したシステムを作ることである。
解析的手法あるは数値的手法により求められた方程式の解は、その生物学的システムが通時的に、または平衡時において、いかに振る舞うのかを記述する。
様々な方程式と様々な行動があり、結果はモデルと方程式に依存する。
モデルはしばしばその対象となるシステムに関する仮定を設ける。方程式群もまた発生しうる事象の性質に関し仮定をおくことがある。

### 数学的生物物理学
次に挙げるものは数学的な描写と仮定の例である。

#### <決定論的過程（力学系）>
初期状態と最終状態の間の固定的な対応。ある初期条件より開始し、時間的に前方に進行する、ある決定論的なプロセスは、状態空間において常に同じ軌道を生成し、二つの軌道が交差する事態も存在しえない。
- 差分法
- 常微分方程式（連続的な時間と空間からなる。空間的な導関数の非在。）
- 偏微分方程式（連続的な時間と空間からなる。空間的な導関数の存在。）
- マップ（不連続な時間と連続的な空間からなる。）

#### <確率論的過程（ランダム力学系）>
初期状態と最終状態の間のランダムな対応。そのシステムの状態は対応する確率分布とともにランダムな変数に依存する。
- 非マルコフ過程　汎用マスター方程式（過去の出来事が蓄積された連続的な時間と不連続な空間からなる。事象の待機期間(または状態間遷移)は離散的に発生し、一般化された確率分布を有する。）
- 離散マルコフ過程　マスター方程式（過去の出来事を蓄積しない連続的な時間と不連続な空間からなる。事象の待機期間は離散的に発生し、指数関数的に拡散する。）
- 連続マルコフ過程　確率微分方程式またはフォッカー＝プランク方程式（連続的な時間と空間からなる。事象はランダムなウィーナー過程によって連続的に生じる。）

#### <空間的モデリング>
この分野における古典的な仕事のひとつが1952年、Philosophical Transactions of the Royal Societyに発表された形態形成の化学的基礎(The Chemical Basis of Morphogenesis)と題されたアラン・チューリングによる形態形成に関する論文である。
- 創傷治癒試験(wound-healing assay)における移動波[4]
- 群れの振舞い[5]
- 形態形成のメカノケミカル理論[6]
- 生物学的パターン形成[7]
- 予測摂取モデリング（英語版） （Predictive intake modelling）